# Havelock (Karolina Północna)
Havelock – miasto w Stanach Zjednoczonych, w stanie Karolina Północna, w hrabstwie Craven.